# Frédéric Lancien
Frédéric Lancien (* 14. Februar 1971 in Concarneau) ist ein ehemaliger französischer Bahnradsportler.
1991 wurde Frédéric Lancien gemeinsam mit Denis Lemyre Dritter im Tandemrennen bei den Bahn-Weltmeisterschaften in Stuttgart. Im selben Jahr belegte er bei den französischen Bahnmeisterschaften Rang zwei im 1000-Meter-Zeitfahren. Im Jahr darauf wurde er Dritter bei den nationalen Meisterschaften im Sprint. 1995 wurde er französischer Meister im Keirin und Dritter im Sprint. 1995, bei den Bahn-Weltmeisterschaften in Bogotá, war er in den schweren Sturz von Patrice Sulpice verwickelt, nach dem dieser gelähmt blieb. Beim Bahnrad-Weltcup 1998 in Victoria wurde er Zweiter im Zeitfahren und im Teamsprint, gemeinsam mit John Giletto und Frédéric Magné.
Lancien startete 1992 bei den Olympischen Spielen in Barcelona im Zeitfahren und belegte Rang sechs.
Er ist verheiratet mit der ehemaligen Bahnradsportlerin Nathalie Lancien. Auch sein Vater, Roger Lancien, war ein bekannter Radrennfahrer.